# Výškové práce

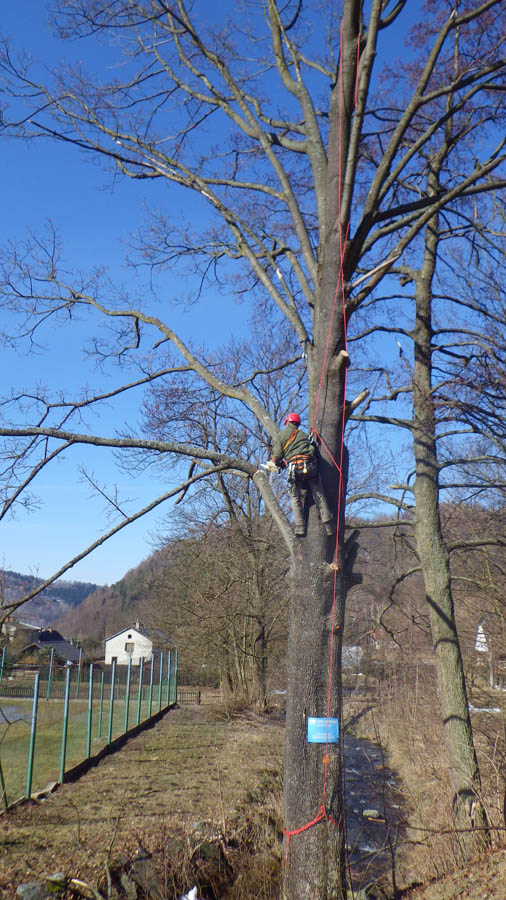
Stromolezec při práci

Výškové práce jsou souhrnné označení pro práce ve výškách a nad volnou hloubkou. Ty jsou definovány jako práce a pohyb pracovníka na pracovišti s nebezpečím pádu z výšky nebo do hloubky, propadnutím nebo sesutím, nebo nad vodní hladinou či jinou látkou, kde při pádu do ní hrozí nebezpečí utopení, udušení, poleptání nebo akutní otrava.
Podle způsobu zajištění ochrany proti pádu se jednotlivé systémy ochrany dělí na zádržný systém, záchytný systém, systém pracovního polohování, systém lanového přístupu a záchranný systém.
Pod pojmem "výšková práce" je nejznámější systém lanového přístupu, tedy s využitím lezeckých technik. Ty, ač v dnešní legislativě nejsou definovány, se dělí na horolezeckou techniku, speleologickou techniku, speciální techniku průmyslového lezectví a stromolezeckou techniku.
Vzhledem ke skutečnosti, že technikou se rozumí soubor znalostí, dovedností a praktických úkonů při pohybu ve vertikálách, praxe ukázala, že nejméně vhodnou (ač nejčastěji užívanou) je technika horolezecká. Nejvhodnější a zároveň nejoperativnější je speleologická technika. Na výstroj finančně nejnákladnější (zato však umožňující mnohasetmetrový akční rádius) je speciální technika průmyslového lezectví. Stromolezecká technika, ač velmi operativní, je jako jediná díky zvoleným postupům a užitým osobních ochranným prostředkům v rozporu s požadavky naší legislativy.
Pro práce ve výškách a nad volnou hloubkou se nesmí používat sportovní lezecká (horolezecká a speleoalpinistická) výstroj a výzbroj, ale pouze osobní ochranné prostředky proti pádům z výšky.
Práce s využitím lanových technik jsou mnohdy cenově výhodnější a časově méně nákladné nežli stavba lešení apod.[zdroj⁠?!], neboť odpadají výdaje za pronájem lešení, výdaje za transport lešení na pracoviště, časové prodlevy potřebné na montáž a demontáž lešení, povinnost vytvoření předávacího protokolu před uvedením postaveného lešení do provozu, atp. Mnohdy se bez této technologie neobejdeme.

## Příklady
- Stavební a montážní práce
- Instalace bannerů a reklamních plachet
- Arboristika, péče o dřeviny, rizikové kácení u budov, drátů vysokého napětí, apod.
- Sváření
- Malířské a natěračské práce (renovace nátěrů - střech, konstrukcí, fasád, komínů, sil, reklamních nápisů, klempířské prvky, žlaby, svody, úžlabí apod.
- Zámečnické práce (montáž, demontáž, ukládka prvků.Zábradlí, schodišť, ocelové konstrukce apod.
- Oprava utěsnění dilatačních spár panelových domů.
- Sanace opláštění objektů.
- Demolice komínů apod.
- Odklízení sněhu a ledu ze střech.
- Lepení reklamních nápisů.
- Mytí oken, fasád, konstrukcí apod.

## Česká právní úprava
Zákon č. 262/2006 Sb. /zákoník práce/ § 101 až 108 ukládá zaměstnavatelům za povinnost, kromě soustavného vyhledávání a odstraňování rizik na pracovišti, zajistit zaměstnancům školení a ověření znalostí v rozsahu potřebném pro výkon jejich profese, a vybavit je odpovídajícími osobními ochrannými pracovními prostředky. Zákona č. 309/2006 Sb. o zajištění BOZP ve znění pozdějších předpisů dává zaměstnavatelům za povinnost ochránit zaměstnance proti pádu. Jako prováděcí předpis k této povinnosti stanovuje Nařízení vlády č. 362/2005 Sb. se zaměřením na odbornou způsobilost k provádění prací ve výškách a nad volnou hloubkou pomocí osobních ochranných prostředků proti pádu z výšky.